# Jag behöver dig, o Jesus, dig som har mig återlöst
Jag behöver dig, o Jesus, dig som har mig återlöst är en sång med text och musik av Sven Söderlund. Den publicerades första gången i Frälsningsarméns sångbok 1929 enligt Oscar Lövgren och anses ha Lina Sandell-Bergs snarlika psalm som förebild. Lövgren anger i sin bok från 1964 "okänd författare" och tonsättare för denna psalm.

## Publicerad i
- Frälsningsarméns sångbok 1929 som nr 122 under rubriken "Helgelse - Helgelsens verk".
- Musik till Frälsningsarméns sångbok 1930 som nr 122.
- Musik till Frälsningsarméns sångbok 1945 som nr 159.
- Frälsningsarméns sångbok 1968 som nr 240 under rubriken "Andakt och bön".
- Frälsningsarméns sångbok 1990 som nr 460 under rubriken "Ordet och bönen".